# Héctor Pavez
Héctor Pavez (nascido em 1 de dezembro de 1932 em Santiago - Chile / falecido em 14 de julho de 1975 em Paris - França), foi um dos principais folcloristas chilenos. Sua atividade musical teve início quando estudava no Teatro Experimental da Universidade do Chile. Em 1959, ingressou no grupo Millaray, onde conheceu Gabriela Pizarro, que seria sua esposa com quem teria cinco filhos.

## História
Filho de uma costureira e de um camponês que havia migrado para Santiago.
Estudou dança flamenga e ingressou na Escola de Teatro da Universidade do Chile, onde teve como mestres os professores do Teatro Experimental da época. Nessa época participou de uma montagem da peça "Fuerte Bulnes", de María Asunción Requena, onde fez o papel de um nativo, razão pela qual ganhou o apelido de "Índio Pavez". Nessa época, teve contato e foi influenciado por Delfina Guzmán, Nelson Villagra e Victor Jara.
Foi influenciado por Margot Loyola e Violeta Parra. Juntamente com o Millaray, realizou um trabalho de investigação e recompilação folclórica em Chiloé. Depois dessa investigação, em 1965, Pavez se separou de Gabriela Pizarro, deixou o Millaray e iniciou uma carreira solo, com o apoio de Rubén Nouzeilles, diretor artístico da Odeon.
Em 1967, gravou seu primeiro disco, pela Odeón: "Héctor Pavez, canto y guitarra". Nessa época, teve estreita colaboração com o locutor René Largo Farías, que apresentava o programa radiofônico "Chile ríe y canta" e tinha uma peña com o mesmo nome. Também em 1967, René organizou uma viagem à Europa, que durou três meses, com uma comitiva que incluía, além de Héctor: Dúo Rey Silva, Patricio Manns, Silvia Urbina, Fernando Ugarte e o conjunto Quilapayún, que visitou: Paris, Berlin, Budapeste, Roma, Madri, Praga, Leningrado e Moscou.
Quando regressou ao Chile, criou o grupo "Cantos y Danzas", integrado pelo próprio Héctor Pavez, por sua irmã: Raquel Pavez, Carlos Cabrera, Nelly Pavez, Helena González, Delia Muñoz, Hiranio Chávez e Ignácio Nacho Chamorro.
No final da década de 1960, tinha recompilado mais de 120 peças musicais e mais de 15 danças, tendo realizado boa parte desse trabalho quando era integrante do "Millaray". Foi um dos integrantes do movimento cultural conhecido como: "Nueva Canción Chilena".
Em 1970, foi nomeado como presidente do Comitê de Folcloristas da Unidade Popular. Durante o governo de Salvador Allende, participou de muitas das atividades de fomento à cultura financiadas pelo Estado.
Em 1972, gravou pela DICAP o disco: "Héctor Pavez, folclórico y popular".
Em 1973, concedeu uma entrevista ao jornal argentino "Clarín", na qual disse:

"
| “ | A canção social é a mais válida. O povo a sente como sua. Crescem os que de uma forma ou outra estão com o folclore, comprometidos com a canção política, com a mensagem popular, cheios de sentimentos que preocupam as maiorias. | ” |

Em 1974, em decorrência do Golpe Militar de 1973, teve de deixar o Chile para viver no exílio em Paris, onde gravou pela "Chant du Monde", o disco "Héctor Pavez, chant et danses du Chili", tem parceria com o compositor Edmundo Vásquez.
Dentre suas composições merecem especial destaque: "Para bailar sirilla", "A Luis Emilio Recabarren", "Alerta, pueblos del mundo" e "Cueca de la CUT".